# Joseph Fornance
Joseph Fornance (* 18. Oktober 1804 in Lower Merion, Montgomery County, Pennsylvania; † 24. November 1852 in Norristown, Pennsylvania) war ein US-amerikanischer Politiker. Zwischen 1839 und 1843 vertrat er den Bundesstaat Pennsylvania im US-Repräsentantenhaus.

## Werdegang
Joseph Fornance besuchte die öffentlichen Schulen seiner Heimat und die Old Academy in Lower Merion. Nach einem anschließenden Jurastudium und seiner 1832 erfolgten Zulassung als Rechtsanwalt begann er in Norristown in diesem Beruf zu arbeiten. Gleichzeitig schlug er als Mitglied der Demokratischen Partei eine politische Laufbahn ein. Er wurde Vorsitzender des Gemeinderats von Norristown und im Jahr 1834 Abgeordneter im Repräsentantenhaus von Pennsylvania.
Bei den Kongresswahlen des Jahres 1838 wurde Fornance im fünften Wahlbezirk von Pennsylvania in das US-Repräsentantenhaus in Washington, D.C. gewählt, wo er am 4. März 1839 die Nachfolge von Jacob Fry antrat. Nach einer Wiederwahl konnte er bis zum 3. März 1843 zwei Legislaturperioden im Kongress absolvieren. Die Zeit ab 1841 war von den Spannungen zwischen Präsident John Tyler und den Whigs geprägt. Außerdem wurde damals bereits über eine mögliche Annexion der seit 1836 von Mexiko unabhängigen Republik Texas diskutiert.
Im Jahr 1842 verzichtete Joseph Fornance auf eine erneute Kongresskandidatur. Nach seiner Zeit im US-Repräsentantenhaus praktizierte er wieder als Anwalt. Er starb am 24. November 1852 in Norristown.